# Os Brasas
Os Brasas foram uma banda gaúcha e um dos nomes da Jovem Guarda mais conhecidos em seu estado. Formada por Luís Vagner (vocal e guitarra), Anyres Rodrigues (guitarra), Franco Scornavacca (baixo) e Edson Aymay (bateria).

## História
A banda foi formada em 1960 com o nome "The Jetsons". Em 1966, já em São Paulo, gravaram seu primeiro registro, um compacto com as músicas "Vivo a Sofrer / Lutamos para Viver" já com o nome "Os Brasas". Durante esse período, participaram de programas de televisão, além de terem integrado a Banda Jovem do Maestro Peruzzi.
Em 1968 lançaram seu único LP, inédito em CD até os dias de hoje, atravessando gerações através apenas de cópias piratas, que possuem também as músicas do compacto lançado pela banda. Tiveram seu fim no ano de 1969, um ano após o lançamento do disco, quando a popularidade da Jovem Guarda já estava em baixa.
Franco Scornavacca, ex-baixista da banda, é pai dos integrantes e trio de irmãos KLB.

## Discografia
| Disco | Informações |
|       | Os Brasas - Ano de lançamento: 1968 - Gravadora: Musicolor - N.º de catálogo: LPK 20145 - Faixas: 1. A distância (Oriental Sadness) - (Anyres / L. Ransford) 2. Beija-me agora - (Fernando Adour / Márcio Greyck) 3. Um dia falaremos de amor - (Tom Gomes / Renato de Oliveira / Luís Vagner) 4. Quando o amor bater na porta (When Love Comes Knockin' (At Your Door)) - (Tom Gomes / Sedaka / C. King) 5. Meu eterno amor - (Tom Gomes - Luis Vagner) 6. Que te faz sonhar, linda garota (What makes you dream, pretty girl?) - (Anyres / M. Garson / J. Wilson) 7. Pancho Lopez - (G. Bruns / T. Blackburt) 8. Ao partir, encontrei meu amor (No fuimos) - (Osvaldo / Hugo) 9. Benzinho, não aperte - (Tom Gomes / Luis Vagner) 10. Theme without a name - (Clark / Davidson) 11. Não vá me deixar - (Tom Gomes / Luís Vagner) 12. Sou triste por te amar - (Tom Gomes / Luís Vagner) |